# M.I.A.: Missing in Action
M.I.A.: Missing in Action est jeu vidéo d'action édité en 1998 par GT Interactive et développé par Glass Ghost.

## Système de jeu
Similaire à Desert Strike (1992, Electronic Arts), Missing In Action place le joueur dans la peau d'un pilote d'hélicoptère américain durant la guerre du Vietnam. Au cours de 20 missions, rythmées par des interludes filmés avec de vrais acteurs, le jeu propose différentes interventions (search & destroy, protection, délivrance de prisonniers, ...) à bord de 4 types d'hélicoptère. La maniabilité est adaptée au vol en hélicoptère (vol stationnaire, latéral, plusieurs canons, ...) mais demeure typée jeu d'action.

## Accueil
- Jeuxvideo.com : 15/20[1]